# Accademia dei Georgofili

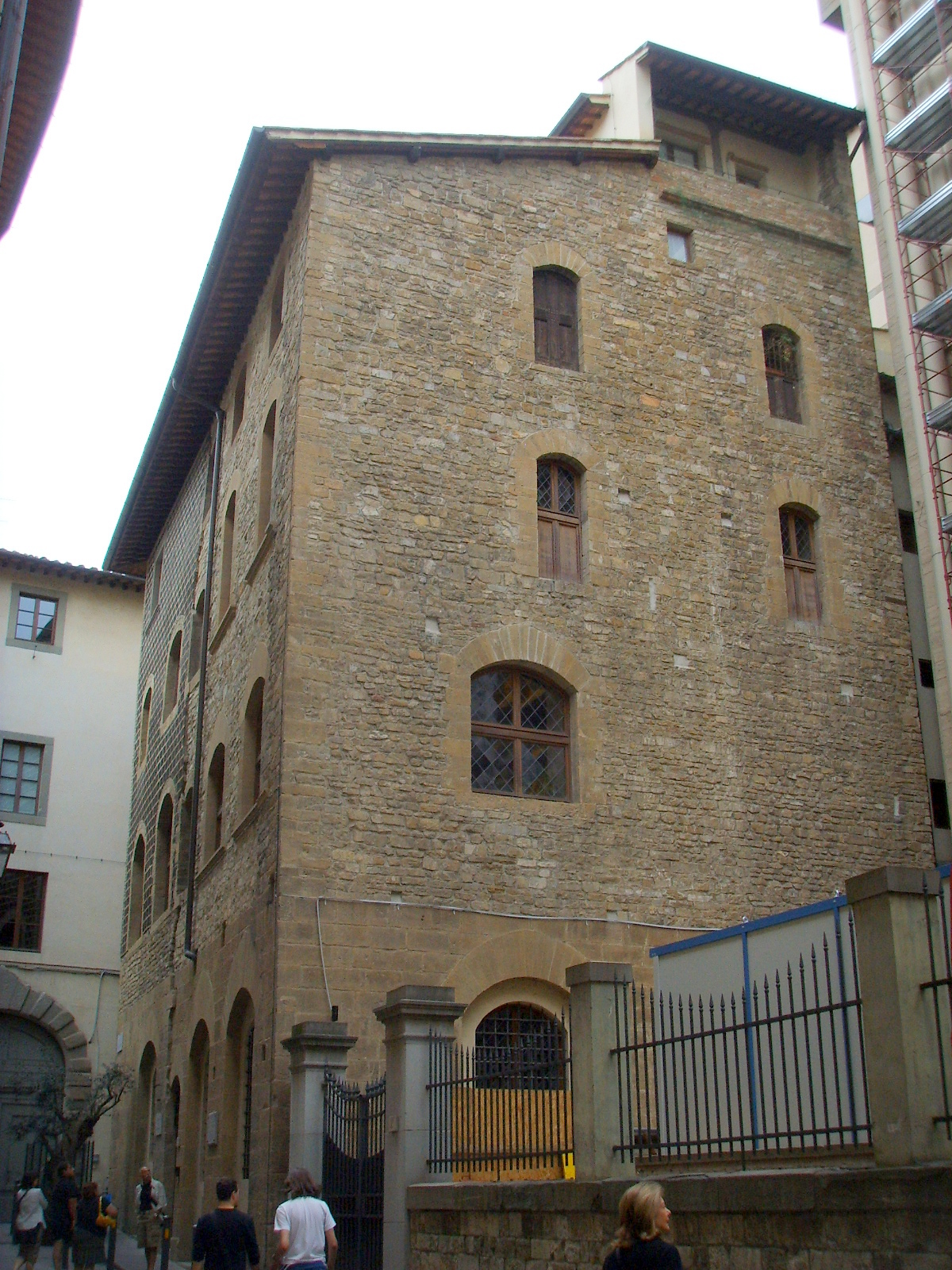
Torre dei Pulci

Die Accademia dei Georgofili ist eine 1753 in Florenz gegründete Akademie zur Förderung der Kenntnisse von Land- und Forstwirtschaft.
Die Akademie wurde von Wissenschaftlern und Landbesitzern gegründet, um die landwirtschaftlichen Methoden zu verbessern und deren Kenntnis zu verbreiten. Der Name Georgofili kommt aus dem Griechischen und bedeutet Liebhaber der Landarbeiten. Sie vereinigte sich 1783 mit der Botanischen Gesellschaft, die den Botanischen Garten (Giardino dei semplici) von Florenz betrieb und erhielt unter dem toskanischen Großherzog Leopold herzogliche Protektion. Die Gesellschaft erhielt neuen Aufschwung im 19. Jahrhundert unter ihrem Präsidenten Graf Cosimo Ridolfi (1794–1865), einem Mitglied der florentinischen Patrizierfamilie Ridolfi, der selbst ein bedeutender Agrarwissenschaftler war.

## Historische Archive und Bibliothek
Das Archiv, mit 12.000 Manuskripten und einer Bibliothek von 70.000 Bänden, ist seit 1932 im Torre dei Pulci in Florenz. 1993 wurde es schwer beschädigt bei einem Bombenanschlag einer Mafia-Familie, der auch fünf Tote forderte.

## Name und Emblem
Der Begriff Georgofili kommt aus dem Griechischen bedeutet „Anhänger der Landwirtschaft“.
Das Emblem der Akademie enthält die Symbole der landwirtschaftlichen Tätigkeit, die der Göttin Ceres gewidmet sind (eine Kornähre, ein Olivenzweig und eine Weinrebe mit Trauben), sowie denjenigen, die mit wirtschaftlichen Interessen verbunden sind, mit Widmung an Merkur (Caduceus, verschlungene Schlangen und Flügel).